# Joods-Papiaments
Joods-Papiaments is een met uitsterven bedreigd etnolect van de creooltaal Papiaments, dat wordt gesproken door de Sefardische Joden van Curaçao. Het dateert waarschijnlijk uit de tweede helft van de zeventiende eeuw, toen de Sefardische Joden zich voor het eerst op het eiland vestigden. Joods-Papiaments is het enige etnisch dialect dat op een nog levende creooltaal is gebaseerd en is waarschijnlijk de enige Joodse diasporataal die tevens een creooltaal is.

## Eigenschappen
Papiaments is de hoofdtaal van de bevolking van Curaçao. Algemeen wordt aangenomen dat het Papiaments oorspronkelijk een creooltaal was op basis van de Portugese taal, die vervolgens opnieuw gelexificeerd werd door het Spaans. Enkele taalkundigen voeren echter het tegenovergestelde aan, namelijk dat de taal als creooltaal uit het Spaans is voortgekomen onder sterke invloed van het Portugees.
Algemeen Papiaments (papiamentu komun), de gemeenschappelijke taal van de (niet-Joodse) bevolking van het eiland, en het Joods-Papiaments zijn wederzijds begrijpelijk, maar er zijn stilistische en lexicale verschillen. In het Joods-Papiaments komt een aantal leenwoorden uit het Hebreeuws en het Aramees voor, alsmede een afwijkende uitspraak wanneer het gemeenschappelijke woorden in beide varianten betreft. Ook ligt dan de afwijkende uitspraak dichter bij hetzelfde woord in het Spaans of Portugees, hetgeen mogelijk duidt op een proces van decreolisatie in de Joods-Papiamentse variant. Eveneens is het gebruikelijk bij taalgebruik in meer formele registers de woorden nauwelijks te laten afwijken van die van de "lexifier language"; dit gebruik komt voor bij beide varianten. Er is echter een verschil in keuze wat betreft de specifieke literaire referentietaal; in dezelfde context zijn Joodse Curacaoënaren meer geneigd voor het Portugees of Frans te kiezen en niet-Joodse voor het Spaans.

## Lexikale verschillen
In het boek van May Henriquez Ta asina? O ta asana? Abla, uzu i kustumber sefardí (1988), is een tabel met lexikale verschillen tussen het Papiaments en het Joods-Papiaments opgenomen. Hier volgen enkele voorbeelden.
| Joods-Papiaments | Algemeen Papiaments | Nederlandse betekenis     |
| ---------------- | ------------------- | ------------------------- |
| afora            | afó                 | buiten                    |
| arepita          | repa                | soort pannekoek           |
| bañu             | baño                | bad                       |
| bisñetu          | bisañetu            | achterkleinkind           |
| bizjitá          | bishitá             | bezoeken                  |
| bizjita          | bishita             | bezoek                    |
| desparesé        | disparsé            | verdwijnen                |
| dignitario       | dignatario          | hoogwaardigheidsbekleder  |
| di repente       | di ripiento         | plotseling                |
| festehá          | selebrá             | vieren                    |
| festeho          | selebrashon         | viering                   |
| fopá             | vupá                | misdaad                   |
| fora (djesei)    | fuera (djesei)      | daarnaast                 |
| gora, gwera      | bora                | doorboren                 |
| goza             | gosa                | genieten                  |
| granmèrsi        | gremesí             | op andermans kosten leven |
| kamina           | kaminda             | weg, straat               |
| kusta            | kosta               | kosten (werkwoord)        |
| lanso            | laken, laker        | laken                     |
| mata di roza     | mata di rosa        | rozenstruik               |